# ちびなが商店街
ちびなが商店街（-しょうてんがい）は、山口県長門市仙崎のルネッサながとで、毎年2月に行われるイベント（2006年スタート）。「ちびなが」とは「ちびっこ」と「長門市」を縮めたもの。コンセプトは東京にあるキッザニアのようなものである。
長門市が合併した2005年、長門商工会議所と三隅・日置・油谷の3町の商工会青年部が企画した。長門の例をモデルとし、2010年からは同じ山口県の周南市でも「こどもっちゃ！商店街」が行われている。

## イベント内容
- ちびなが商店街は、小中学生が運営する街の縮小版。
- 街にはさまざまな店舗がある。
- ルネッサ内の体育館に展開された、さまざまな店で大人の力を借りながら働く。
- 働くことで、会場内のみで使用できる通貨「ちびー」を手に入れる。
- 「ちびー」を使っての買い物が可能。

## 仕組み

### 仕事を得て、買い物をするまでの流れ
1. ハローワークで仕事を見つける。
2. 郵便により、依頼を各店舗へ郵送する。
3. 子供達が予定の時刻に来る。
4. 決められた時間、働く。
5. 時間を終えると「ちびー」（給料）ゲット。
6. 買い物へ行く。
7. 働き続ける。

## 関連サイト
- FM AQUA Topics 2006.2.5
- 長門市公式サイト内・長門の話題2006.2.6
- 2017/2/19　ちびなが商店街 - 長門市消防本部